# Telefono cellulare e sicurezza durante la guida

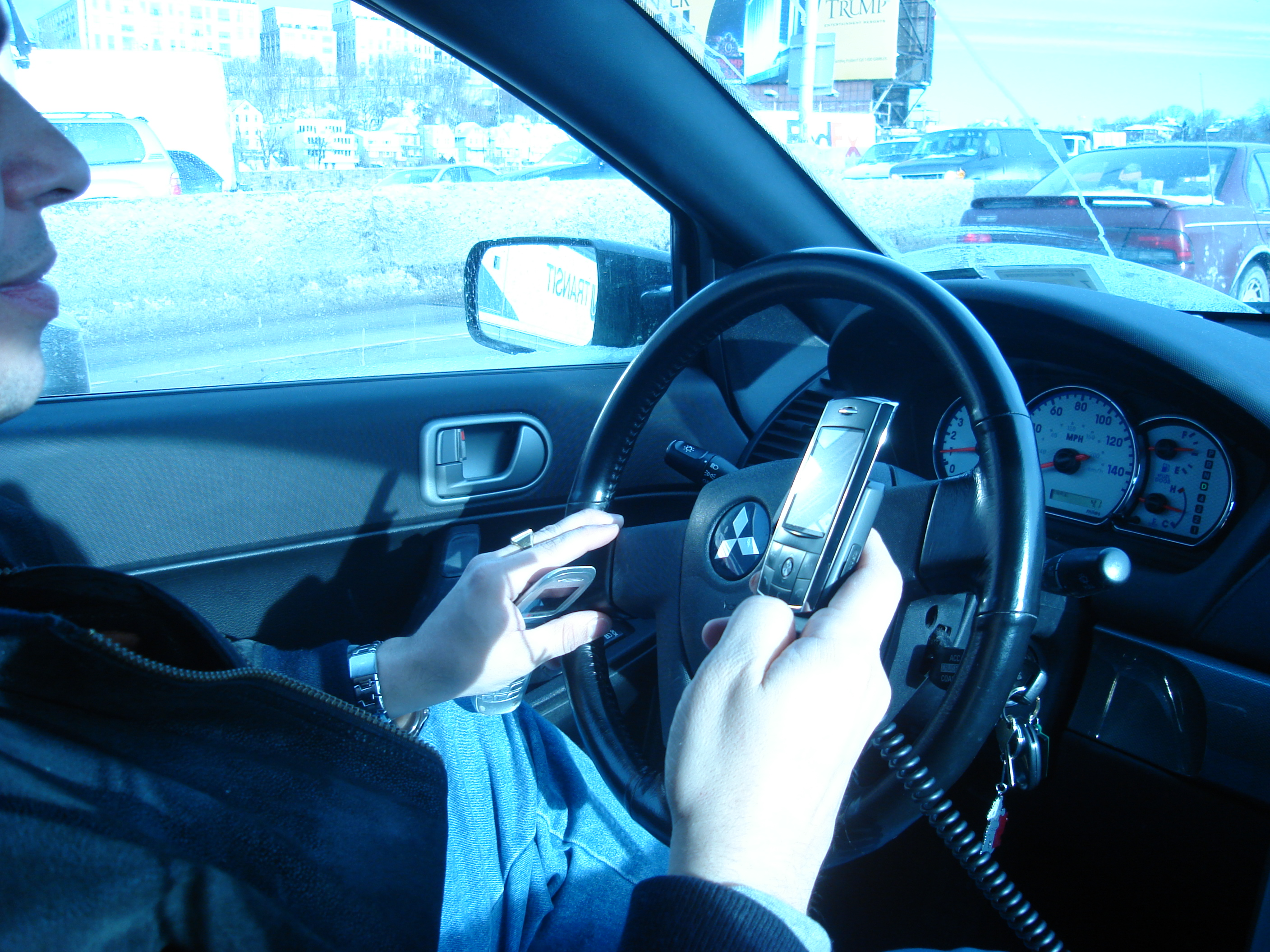
Un autista di New York che usa due telefoni cellulari portatili contemporaneamente

L'uso del telefono cellulare durante la guida è un comportamento diffuso, anche se particolarmente pericoloso a causa della sua capacità di causare distrazioni alla guida e incidenti stradali.

## Divieti
Illegale in tutti i casi
     Legale solo con l'uso di vivavoce o auricolari
     Legali le chiamate, illegale la messaggistica
     Legale
     Informazione non disponibile

Mappa che illustra le leggi relative all'uso del telefono cellulare durante la guida nel mondo:
Illegale in tutti i casi
Legale solo con l'uso di vivavoce o auricolari
Legali le chiamate, illegale la messaggistica
Legale
Informazione non disponibile

A causa dell'elevato numero di incidenti correlati allo svolgimento di chiamate al telefono e all'invio di messaggi di testo durante la guida, moltissimi Paesi del mondo hanno emanato leggi che limitano o impediscono l'uso del telefono cellulare durante la guida, con sanzioni più o meno severe per i trasgressori. Molte giurisdizioni consentono di eseguire chiamate con dispositivi vivavoce o auricolari.
In alcuni casi le restrizioni sono rivolte solo ai minori, ai neo-patentati (di qualsiasi età) o agli autisti nelle zone scolastiche. Oltre alle chiamate vocali, anche attività come l'invio di messaggi di testo durante la guida, la navigazione sul Web, i videogiochi o l'uso del telefono in generale possono aumentare il rischio di un incidente stradale.

## Studi e statistiche
Quando i conducenti parlano al cellulare, il rischio di un incidente automobilistico con conseguente ricovero in ospedale risulta quattro volte superiore rispetto a quando si guida senza distrazioni di alcun tipo. I conducenti che inviano messaggi al volante hanno una probabilità addirittura 23 volte maggiore di avere un incidente automobilistico. Un incidente automobilistico su quattro negli Stati Uniti è causato da messaggi di testo scambiati durante la guida.
Molti studi sostengono che guidare mentre si utilizza un dispositivo vivavoce per effettuare chiamate, cosa spesso permessa, non sia in realtà più sicuro rispetto al tenere in mano un telefono portatile.